# Скала-Подільська селищна територіальна громада
Скала-Подільська селищна громада — територіальна громада в Україні, у Чортківському районі Тернопільської області. Адміністративний центр — с-ще Скала-Подільська.
Площа громади — 184,9 км², населення — 10 323 осіб (2020).
Утворена 17 липня 2015 року шляхом об'єднання Скала-Подільської селищної ради та Гуштинської, Іванківської, Лосяцької, Ниврянської, Турильченської сільських рад Борщівського району.
12 червня 2020 року, відповідно до розпорядження Кабінету Міністрів України № 724-р «Про визначення адміністративних центрів та затвердження територій територіальних громад Тернопільської області» остаточно затверджено склад Скала-Подільської селищної громади.
19 липня 2020 року, в результаті адміністративно-територіальної реформи та ліквідації Борщівського району, громада увійшла до складу новоутвореного Чортківського району.

## Населені пункти
У складі громади 1 селище (Скала-Подільська) і 14 сіл:
- Бережанка
- Бурдяківці
- Вербівка
- Гуштин
- Гуштинка
- Дубівка
- Залуччя
- Збриж
- Іванків
- Лосяч
- Нивра
- Підпилип'я
- Трійця
- Турильче